# Onchoporoides moseleyi
Onchoporoides moseleyi är en mossdjursart som först beskrevs av George Busk 1884.  Onchoporoides moseleyi ingår i släktet Onchoporoides och familjen Calwelliidae. Inga underarter finns listade i Catalogue of Life.